# Les Plastiscines
Die Plastiscines sind eine ausschließlich aus Frauen bestehende französische Rockband, die sowohl französisch als auch englisch singt. Bislang hat die Gruppe drei Alben in einer Bandbreite von Garage Rock über Pop-Punk bis hin zu disco-orientierter Popmusik veröffentlicht. Mitte der 2000er Jahre zählten die Plastiscines zur Speerspitze französischer Rockbands im Teenageralter, die aufgrund ihres Alters als les bébés rockers bezeichnet wurden.

## Geschichte
Aktuelle Mitglieder der Plastiscines sind Katty Besnard (Gesang, E-Gitarre), Louise Basilien (E-Bass) und Ana Vandevyvere (Schlagzeug). Frühere Mitglieder waren Marine Neuilly (E-Gitarre) sowie Caroline und Zazie Tavitian (beide Schlagzeug). Besnard, Neuilly und Tavitian besuchten gemeinsam die Schule in Saint-Cyr-l’École. Bei einem Konzertbesuch von The Libertines im Jahr 2004 lernten sie Louise Basilien kennen, die gerade von der Harfe zum Bass gewechselt war, und gründeten mit ihr die Gruppe Plastiscines. Maxime Schmitt, Produzent der deutschen Band Kraftwerk wurde auf sie aufmerksam und im Oktober 2006 nahm EMI die Plastiscines bei ihrem Label Virgin France unter Vertrag. Die musikalischen Einflüsse der Band reichen von den Libertines über die White Stripes, die Strokes bis zu den Kinks und Blondie. Der Name Plastiscines beruht auf einer Textzeile des Beatles-Song Lucy in the Sky with Diamonds vom 1967er Album Sgt. Pepper’s Lonely Hearts Club Band:

‘with plastiscine porters with looking glass ties’

„mit Schaffnern aus Knete mit Spiegelkrawatten“

Das Debütalbum LP1 erschien 2007 und erreichte Platz 61 der französischen Albumcharts. 2009 gründete Marvin Scott Jarrett, Chefredakteur des Magazins Nylon, das Label Nylon Records und nahm die Plastiscines als erste Gruppe unter Vertrag, nachdem er sie auf der Titelseite des französischen Mode- und Lifestylemagazins Citizen K. gesehen hatte.
In der Serie Gossip Girl, Episode 52 Jagd auf Jenny, hatte die Band einen Cameo-Auftritt und spielte das Stück Bitch. Alex Patsavas, verantwortlich für die Musik der Serie Gossip Girls, veranlasste die Verwendung verschiedener Songs der Plastiscines als Serienmusik. Ihre Single Barcelona war Single der Woche auf iTunes in der ersten Januarwoche 2010.
Im April 2013 veröffentlichten die Plastiscines Coming to Get You als Vorab-Single zum nächsten Studioalbum Back to the Start. Im Mai 2013 folgten mit Ooh La La und Comment Faire zwei weitere Singles, bevor am 28. April 2014 das Album Back to the Start erschien.
Die Single Hideaway ist Titellied der TV-Serie Maman & Ich. In der Serie True Blood (Staffel 5, Episode 5) wurde ihr Lied Bitch verwendet, in Gran Turismo 5 ist das Stück Pas avec toi enthalten.

## Diskografie
- 2007: LP1
- 2009: About Love
- 2014: Black XS by Plastiscines EP
- 2014: Back to the Start